# Mark Z. Danielewski
Mark Z. Danielewski (New York, 5 marzo 1966) è uno scrittore statunitense.

## Biografia
Danielewski nasce a New York il 5 marzo del 1966 da padre polacco, il regista d'avanguardia Tad Danielewski (nato Tadeusz Zbigniew Danielewski; 1921-1993), e da madre statunitense, Priscilla Decatur Machold. È il fratello maggiore della cantante Anne Decatur Danielewski, in arte Poe. Esponente della cosiddetta Letteratura ergodica, Danielewski è particolarmente noto per il suo romanzo d'esordio Casa di foglie.

## Opere

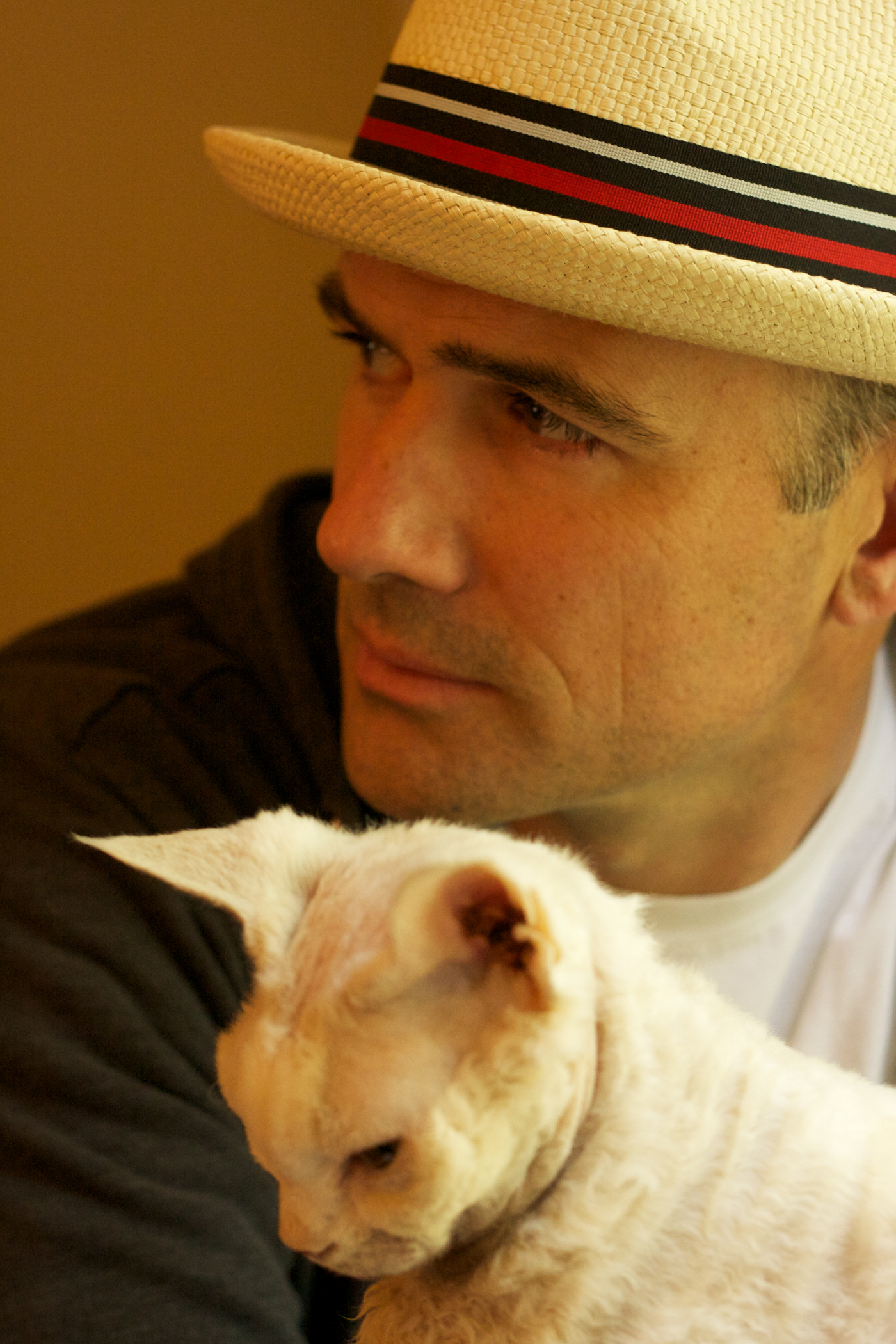

### Romanzi
- Casa di foglie (House of Leaves, 2000)
- The Whalestoe Letters (2000)
- Only Revolutions (2006)

#### Serie diThe Familiar
- The Familiar, Volume 1: One Rainy Day in May (2015)
- The Familiar, Volume 2: Into the Forest (2015)
- The Familiar, Volume 3: Honeysuckle & Pain (2016)
- The Familiar, Volume 4: Hades (2017)
- The Familiar, Volume 5: Redwood (2017)

### Racconti
- All the Lights of Midnight: Salbatore Nufro Orejón, 'The Physics of Ero^r' and Livia Bassil's 'Psychology of Physics' (2001)
- The Fifty Year Sword (2005)
- Only Evolutions (2007)
- A Spoiler (2007)
- Parable #9: The Hopeless Animal and the End of Nature (2010)
- Clip 4 (2012)
- Love Is Not a Flame - Part 1 (2019)

### Saggistica
- The Most Wondrous Book of All (2000)
- The Promise of Meaning (2010)